# Charles Lelong
Charles Lelong, född 18 mars 1891 i Aunay-sur-Odon i Calvados, död 27 juni 1970 i Lannion i Côtes-d'Armor, var en fransk friidrottare.
Lelong blev olympisk silvermedaljör på 4 x 400 meter vid sommarspelen 1912 i Stockholm.